# 287693 Hugonnaivilma
287693 Hugonnaivilma este un asteroid din centura principală de asteroizi.

## Descriere
287693 Hugonnaivilma este un asteroid din centura principală de asteroizi. A fost descoperit pe 24 august 2003 la Piszkesteto de Krisztián Sárneczky și Brigitta Sipőcz. Asteroidul prezintă o orbită caracterizată de o semiaxă mare de 2,35 ua, o excentricitate de 0,22 și o înclinație de 1,5° în raport cu ecliptica.